# سار شکم‌بلوطی
سار شکم‌بلوطی (نام علمی: Lamprotornis pulcher) نام یک گونه از سرده سارهای درخشان است.